# Neue Preußische Zeitung

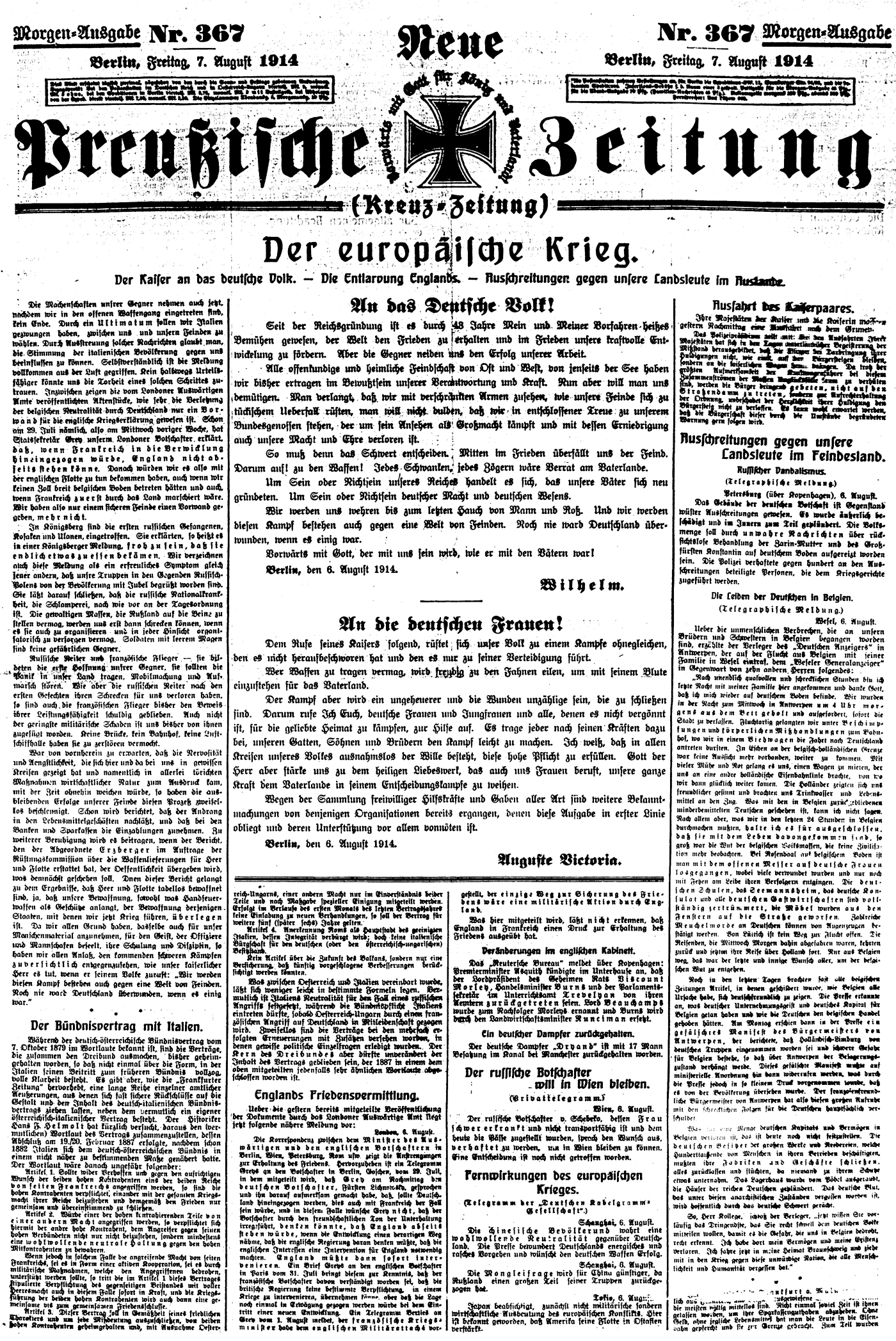
Une du 7 août 1914.

Le Neue Preußische Zeitung, plus connu sous le nom de Kreuzzeitung, à cause de la croix de fer sur sa couverture, était un journal publié de 1848 à 1939.

## Création
Le Kreuzzeitung est créé le 30 juin 1848 par Otto von Bismarck, Hermann Wagener, les frères Leopold et Ernst Ludwig von Gerlach, Hans Hugo von Kleist-Retzow et Ernst Senfft von Pilsach. Il doit servir à diffuser leurs idées conservatrices, d'inspiration chrétienne.

## Orientation politique
Il fait partie avec le Der Reichsbote (de) et le Staatsbürger-Zeitung, des journaux très réactionnaires et antisémites de son temps. Il est l'un des rares journaux à avoir été fondé avant le parti dont il est le porte-voix. Il représentait surtout les Junkers et les pasteurs protestants orthodoxes.

## Rédacteurs en chef
- 1848–1854 Hermann Wagener
- 1854-1872 Thuiskon Beutner (de)
- 1872–1876 Philipp von Nathusius-Ludom (de)
- 1876–1884 Benno von Niebelschütz (de)
- 1881–1895 Wilhelm Joachim von Hammerstein (de)
- 1895–1906 Hermann Kropatscheck (de)
- 1906-1910 Justus Hermes
- 1910–1913 Theodor Müller-Fürer (de)
- 1918-1932 Georg Foertsch (de)

## Collaborateurs
Ernst Ludwig von Gerlach a écrit pendant plus d'une décennie de manière mensuelle ou trimestrielle son éditorial politique. Friedrich Julius Stahl (de) est également un rédacteur régulier. Un autre collaborateur important est Philipp von Nathusius-Ludom (de), dès 1872 et son père (de), à partir de 1848.
Mais le plus célèbre rédacteur du journal, outre Otto von Bismarck, qui s'appuiera aussi pour son ascension sur le Deutsche Allgemeine Zeitung, est sans aucun doute possible Theodor Fontane, qui a écrit de 1860 à 1870 son « article anglais ». George Hesekiel écrivait lui l'"article français". Autre membre de la rédaction notable : Hermann Goedsche, qui a une part importante dans l'antisémitisme du journal avec des articles répété sur le complot mondial juif.
À cause du manque de finance, la rédaction du Kreuzzeitung a eu recours parfois à la reformulation d'articles provenant d'autres journaux étrangers. Il y avait d'ailleurs un grand réseau de correspondants. Fontane décrit dans son autobiographie la méthode avec laquelle les dates, lieux, et signatures des auteurs étaient travestis. 
Le journal possédait un comité consultatif, que Hammerstein, en tant que rédacteur en chef, suspendit en 1895.

## Disparation du journal
Le 29 août 1937, les nazis avertissent le lecteur du journal avec cette brèves phrase: « À partir de ce jour, nous avons pris le contrôle du Kreuzzeitung ».
La dernière édition paru en 1939.

### Sur le sujet
- (de) Luise Berg-Ehlers, Theodor Fontane und die Literaturkritik. Zur Rezeption eines Autors in der zeitgenössischen konservativen und liberalen Berliner Tagespresse, Bochum, Winkler, 1990, 338 p. (ISBN 3-924517-30-4)
- (de) Dagmar Bussiek, Mit Gott für König und Vaterland! Die Neue Preußische Zeitung (Kreuzzeitung) 1848-1892, Münster, Friedrich-Ebert-Stiftung, 2002, 461 p. (ISBN 3-8258-6174-0, lire en ligne)
- (de) Roland Berbig et Bettina Hartz, Theodor Fontane im literarischen Leben. Zeitungen und Zeitschriften, Verlage und Vereine, Berlin, de Gruyter, 2000, 498 p. (ISBN 3-11-016293-8), p. 61-70
- (de) Hans Leuss (de), Wilhelm Freiherr von Hammerstein. 1881-1895 Chefredakteur der Kreuzzeitung. Auf Grund hinterlassener Briefe und Aufzeichnungen., Berlin, Walther, 1905
- (de) Heinz-Dietrich Fischer, Deutsche Zeitungen des 17. bis 20. Jahrhunderts, Munich, Pullach, 1972, p. 209-224
- (de) Bernhard Studt, Bismarck als Mitarbeiter der 'Kreuzzeitung' in den Jahren 1848 und 1849., Blankenese, J. Kröger, 1903
- (de) Burkhard Treude, Konservative Presse und Nationalsozialismus. Inhaltsanalyse der 'Neuen Preußischen (Kreuz-) Zeitung' am Ende der Weimarer Republik, Bochum, Brockmeyer, 1975

### Autre
- (de) Christof Dipper (de) et Ulrich Speck, 1848 : Revolution in Deutschland, Francfort-sur-le-Main et Leipzig, Insel Verlag, 1998, 463 p. (ISBN 3-458-16894-X)